# Minzoku no sakebi
Pour plus de détails, voir Fiche technique et Distribution.
Minzoku no sakebi (民族の叫び, litt. « Le Cri du peuple ») est un film japonais muet en noir et blanc, réalisé par Hōtei Nomura et sorti en 1928. Une version incomplète correspondant à la seconde moitié du film est conservée au National Film Archive of Japan.

## Fiche technique
- Titre original : 民族の叫び (Minzoku no sakebi?)[1]
- Réalisation : Hōtei Nomura
- Scénario : Momosuke Yoshida
- Photographie : Tarō Odahama
- Sociétés de production : Shōchiku (studio Kamata)
- Pays de production :  Empire du Japon
- Format : noir et blanc — 1,33:1 — 35 mm — muet
- Genres : drame
- Durée :
  - version incomplète : 61 minutes (à 18 images par seconde)[2],[3]
  - version originale : douze bobines[4]
- Date de sortie :
  - Empire du Japon : 3 novembre 1928 (sortie au Denkikan)[4]

## Distribution

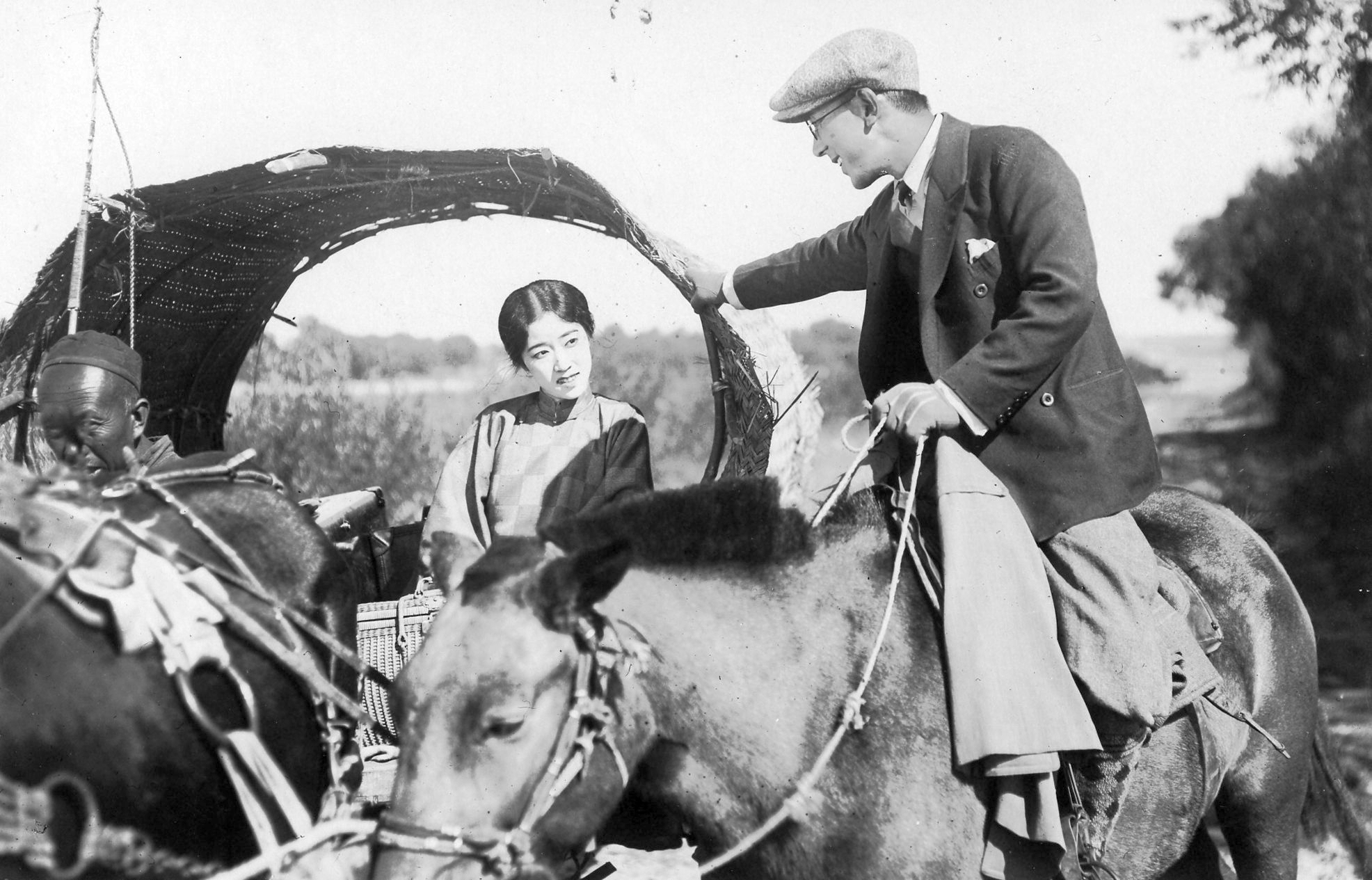
Scène du film avec Yukiko Tsukuba et Masao Inoue.

- Masao Inoue
- Ichirō Shimizu (ja)
- Yukiko Tsukuba (ja)
- Yūkichi Iwata (ja)
- Kenji Kimura (ja)
- Eiko Azuma
- Sōtarō Okada (ja)
- Eiji Oshimoto
- Namiko Matsuura

## Autour du film
Hōtei Nomura a été envoyé un mois en Mandchourie pour tourner le film, sa sortie en salle coincide avec la célébration du couronnement de l'empereur Hirohito qui a lieu le 10 novembre 1928 à Kyoto. Le film a été financé par la Société des chemins de fer de Mandchourie du Sud.
La version originale faisait douze bobines, la version incomplète en possession du National Film Archive of Japan correspond à la seconde moitié du film.